# 岡潔
岡潔（日语：／ Oka Kiyoshi，1901年4月19日—1978年3月1日），日本數學家。他一生正式發表了十篇論文，而且都是和多變數解析函數有關的。他是這個領域重要貢獻者，解決了兩個Cousin問題，亦研究過凸域及正則域。

## 生平
岡潔出生於大阪府大阪市，他的父親出身自和歌山縣伊都郡紀見村（今 橋本市），岡潔在兒時居住於此。1922年入讀京都帝國大學（今 京都大學）物理系，一年後轉讀數學系。畢業後成為該校講師。1929年留學於巴黎大學亨利·龐加萊研究院（Institut Henri Poincaré），他在留學時期便立志集中精力解決重要的問題。
留學亦對他的思想造成影響。他思鄉，繼而意識到自己對日本文化的了解不夠深，之後便回國一直接觸有關傳統文學、佛教的事，晚年曾寫作一本有關真理的書。
回國後他在廣島大學任助教。1938年辭職專心作研究。1941年內曾任北海道大學研究員。之後七年，他又努力研究，雖然曾受一些資助，但他仍要變賣家產，甚至替人除草，以支撐生活。1949年任奈良女子大學教授。1969年任京都工業大學教授。
1960年獲日本文化勳章。

## 紀念
2018年2月23日，讀賣電視台播出電視劇《天才的妻子》（天才を育てた女房），作為開播60周年紀念，由佐佐木藏之介飾演岡潔，劇中描述岡潔的一生。11月29日，橋本市設立紀念碑表彰岡潔的成就。

## 著作
- KIYOSHI OKA COLLECTED PAPERS
  - 1984年. Springer-Verlag, ISBN 0387132406
  - 1998年. Springer-Verlag Berlin and Heidelberg GmbH & Co. K, ISBN 3540132406

### 發表論文
1. Oka, Kiyoshi. . Journal of Science of the Hiroshima University. 1936, 6: pp. 245–255  [2010-07-17]. （原始内容存档于2011-07-18）. PDF （页面存档备份，存于） TeX （页面存档备份，存于）
2. Oka, Kiyoshi. . Journal of Science of the Hiroshima University. 1937, 7: pp. 115–130  [2010-07-17]. （原始内容存档于2011-07-18）. PDF （页面存档备份，存于） TeX （页面存档备份，存于）
3. Oka, Kiyoshi. . Journal of Science of the Hiroshima University. 1939, 9: pp. 7–19  [2010-07-17]. （原始内容存档于2011-07-18）. PDF （页面存档备份，存于） TeX （页面存档备份，存于）
4. Oka, Kiyoshi. . Japanese Journal of Mathematics. 1941, 17: pp. 517–521  [2010-07-17]. （原始内容存档于2011-07-18）. PDF （页面存档备份，存于） TeX （页面存档备份，存于）
5. Oka, Kiyoshi. . Japanese Journal of Mathematics. 1941, 17: pp. 523–531  [2010-07-17]. （原始内容存档于2011-07-18）. PDF （页面存档备份，存于） TeX （页面存档备份，存于）
6. Oka, Kiyoshi. . Tôhoku Mathematical Journal. 1942, 49: pp. 15–52  [2010-07-17]. （原始内容存档于2011-07-18）. PDF （页面存档备份，存于） TeX （页面存档备份，存于）
7. Oka, Kiyoshi. . Bulletin de la Société Mathématique de France. 1950, 78: pp. 1–27  [2010-07-17]. （原始内容存档于2011-07-18）. PDF （页面存档备份，存于） TeX （页面存档备份，存于）
8. Oka, Kiyoshi. . Journal of Mathematical Society of Japan. 1951, 3: pp. 204–214, pp. 259–278  [2010-07-17]. （原始内容存档于2011-07-18）. PDF （页面存档备份，存于） TeX （页面存档备份，存于）
9. Oka, Kiyoshi. . Japanese Journal of Mathematics. 1953, 27: pp. 97–155  [2010-07-17]. （原始内容存档于2011-07-18）. PDF （页面存档备份，存于） TeX （页面存档备份，存于）
10. Oka, Kiyoshi. . Japanese Journal of Mathematics. 1962, 32: pp. 1–12  [2010-07-17]. （原始内容存档于2011-07-18）. PDF （页面存档备份，存于） TeX （页面存档备份，存于）
11. Oka, Kiyoshi. . Journal of Science of the Hiroshima University. 1934,. Ser.A 4: pp. 93–98  [2010-07-17]. （原始内容存档于2011-07-18）. PDF （页面存档备份，存于） TeX （页面存档备份，存于）
12. Oka, Kiyoshi. . Proc. Imp. Acad. Tokyo. 1941, 17: pp. 7–10  [2010-07-17]. （原始内容存档于2011-07-18）. PDF （页面存档备份，存于） TeX （页面存档备份，存于）
13. Oka, Kiyoshi. . Kodai Math. Sem. Rep. 1949,. Nos.5-6: pp. 15–18  [2010-07-17]. （原始内容存档于2011-07-18）. PDF （页面存档备份，存于） TeX （页面存档备份，存于）

## 外部連結
- 岡潔文庫 （页面存档备份，存于）（日／英）：奈良女子大學為他設立的網站
- 顏一清，多變數解析函數開拓者岡潔 一位民族主義數學家 （页面存档备份，存于）（pdf格式），《數學傳播》第20卷第4期